# Матч за звание чемпиона мира по международным шашкам 1933

Матч М. Райхенбах (слева) — М. Фабр (справа), ноябрь 1933 года

Матч за звание чемпиона мира по международным шашкам между действующим чемпионом мира Мариусом Фабром и претендентом на этот титул Морисом Райхенбахом (оба — Франция) состоялся в Париже с 11 по 17 ноября 1933 года. Райхенбах победил в матче со счётом +2-1=7 и был во Франции провозглашён шестым чемпионом мира. Матч проходил в период раскола шашечного мира (1931—1934 гг.), и в Нидерландах в это время чемпионом мира признавался Бенедикт Шпрингер.

## Итоги матча
| Имя             | 1 | 2 | 3 | 4 | 5 | 6 | 7 | 8 | 9 | 10 | очки |
| --------------- | - | - | - | - | - | - | - | - | - | -- | ---- |
| Мариус Фабр     | 0 | 1 | 1 | 1 | 1 | 1 | 2 | 0 | 1 | 1  | 9    |
| Морис Райхенбах | 2 | 1 | 1 | 1 | 1 | 1 | 0 | 2 | 1 | 1  | 11   |